# Миле Ивковић
Миодраг Миле Ивковић Цуст (Чачак, 13. октобар 1917 — Маутхаузен, 15. јун 1944) био је комунистички револуционар и учесник Народноослободилачке борбе.

## Биографија
Рођен је 13. октобра 1917. године у Чачку. Основну школу и гимназију је завршио у родном граду, а потом је студирао на Високој технолошкој школи. Омладинском револуционарном покрету се прикључио још као средњошколац у Чачку, а током студија је припадао студентском револуционарном покрету на Београдском универзитету. Тада је и постао члан Комунистичке партије Југославије (КПЈ). Пошто је обављао дужност председника Централног удружења студената технике добио је надимак Цуст.
После окупације Југославије, јуна 1941. године, као истакнути комуниста је од стране Покрајинског комитета КПЈ за Србију, у својству инструктора послат у Шабац, да помогне партијској организацији у организовању устанка. По доласку у Шабац, био је укључен у чланство Окружног комитета КПЈ за Шабац. Један је од организатора устанка у Мачви, Поцерини и Подрињу. Од оснивања Мачванског партизанског одреда, јула 1941. године налазио се у Штабу одреда, са којим је учествовао у многим борбама.
После Прве непријатељске офанзиве, у јесен 1941. године, са Одредом се повукао у западну Србију, а потом у Санџак. Почетком 1942. године заједно са групом партијских радника при Главном штабу НОП одреда Србије је упућен у западну Србију. Половином фебруара је стигао у чачански крај, где су га 28. фебруара у селу Љубићу ухватили четници. Потом је био предат окупаторима у Чачку, који су га 8. маја 1942. године одвели у логор на Бањици. После годину дана проведених на Бањици, маја 1943. године је послат у концентрациони логор Маутхаузен, у Аустрији, где је убијен 15. јуна 1944. године.
Указом Председништва АВНОЈ-а постхумно је 6. јула 1945. одликован Орденом заслуга за народ првог реда.
У Народноослободилачком рату, учествовала је Милетова рођена сестра Радмила Лала Ивковић, која је била студент агрономије. Она се крајем 1941. године повукла са партизанима у Санџак, где је прикључена Врховном штабу НОП одреда Југославије. Била је најпре секретар санитетског одсека Врховног штаба, а после се налазила на разним дужностима у Централној болници.